# Сорти картоплі
Сорт картоплі (також, культивар) — це відокремлена група культурних рослин у межах найнижчого ботанічного таксономічного рангу, що в результаті селекції отримали певний набір корисних характеристик, які відрізняють цю групу рослин від інших рослин того ж виду.
Кожен сорт картоплі є нащадком рослини, що вирощена з окремої насінини.

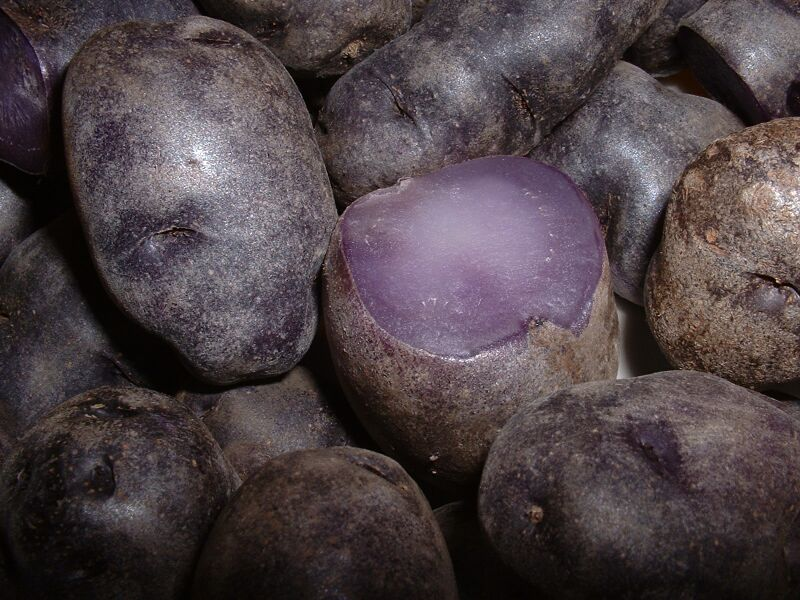
Чорна Віолетта або Вітелот — старий французький сорт із синьою м'якоттю

Виведено понад 4000 сортів картоплі, які розрізняють за призначенням, терміном дозрівання, врожайністю, лежкістю бульб, стійкістю до захворювань і шкідників сільськогосподарських культур. Існують також так звані «місцеві сорти».
Вірусні хвороби є причиною виродження сортів картоплі.

## В Україні
Сортів картоплі, що вирощують в Україні небагато — більш 100 сортів картоплі, з яких 60 % становлять сорти вітчизняної селекції.

### Місцеві сорти
Місцеві сорти — це сорти одержані з насіння шляхом самозапилення (самосіву) або штучного схрещування, яке проводилось у минулому городниками-любителями і з наступним відбором найкращих сіянців, які і послугували основою для місцевих сортів; сорти, одержані в результаті природних мутацій картоплі — відносно старі селекційні сорти, що втратили свою назву і знеосібнені; ще одним джерелом появи місцевих сортів є вирощування певних із них у регіонах, сприятливих для формотворчого процесу культури. В Україні такими регіонами є західні області та Карпати. Місцеві сорти є важливим та цільовим складником генофонду картоплі, в тому числі для практичного селекційного використання, через те, що вони займають особливу нішу серед інших генетичних ресурсів, зумовлених специфікою їх одержання.

### Перелік сортів картоплі за стійкістю до хвороб
Сорти, стійкі до раку: Аграрна, Темп, Олев, Гатчинська, Львівська біла, Столова 19, Божедар, Бородянська рожева, Гарт, Зов, Кардена, Кобза, Колет, Косень 95, Краса, Повінь, Поран, Посвіт, Розара, Серпанок, Симфонія, Чернігівська рання, Адретта, Берегиня, Водограй, Доброчин, Мавка, Невська, Обрій, Палма, Поліська 96, Пост 86, Санте, Світанок київський, Солара, Віра, Горлиця, Дубравка, Західна, Луговська, Придеснянська, Слава, Слов'янка, Синьоочка, Явір, Воловецька, Зарево, Ікар, Ольвія, Ракурс, Цезар, Древлянка, Ласунак.
Сорти, відносно стійкі проти фітофторозу: Аграрна, Вінета, Джаерла, Мавка, Малич, Поліська 96, Радич, Світанок київський, Багряна, Віра, Віринея, Дубравка, Західна, Лорх, Луговська, Слов'янка, Явір, Ольвія, Ракурс, Либідь.
Сорти, відносно стійкі проти парші звичайної: Астерікс, Багряна, Бородянська рожева, Джаерла, Зов, Кобза, Косень 95, Серпанок, Обеліск, Обрій, Тімате, Віра, Либідь, Дубравка, Слава, Явір, Зарево, Поліська рожева, ракурс, Цезар, Темп, Українська рожева.
Сорти, стійкі проти стеблової нематоди: Бородянська рожева, Велокс, Вінета, Карлена, Кобза, Кольт, Краса, Лікарія, Поран, Пролісок, Чернігівська рання, Берегиня, Водограй, Доброчин, Купава, Зов, Кобза, Косень 95, Мавка, Малич, Поліська 96, Санте, Світанок київський, Тімате, Західна, Придеснянська, Слов'янка, Дзвін, Ракурс, Молодіжна, Невська, Темп, Українська рожева.
Сорти, стійкі проти картопляної нематоди: Агаве, Аграрна, Берегиня, Водограй, Дніпрянка, Доброчин, Дзвін, Західна, Молодіжна, Обрій, Повінь, Посвіт, Пролісок, Слов'янка, Фантазія, Чернігівська рання, Санте, Ракурс, Темп.
Сорти, відносно стійкі та толерантні проти колорадського жука: Темп, Зов, Зареао, Ікар, Древлянка, Дніпрянка, Дора, Доброчин, Слов'янка, Тетерів, Червона Рута, Промінь.

### Новостворені сорти картоплі
6 листопада 2023 року, до «Державного реєстру сортів рослин» України були внесені два нових ранніх високоврожайних сортів картоплі нідерландської селекції від компанії Agrico — Коразон та Спектра. 